# Acostina
Acostina es un género de foraminífero bentónico de la familia Reussellidae, de la superfamilia Buliminoidea, del suborden Buliminina y del orden Buliminida. Su especie tipo es Chrysalogonium piramidale. Su rango cronoestratigráfico abarca desde el Chattiense (Oligoceno superior) hasta la Actualidad.

## Discusión
Clasificaciones previas incluían Acostina en el suborden Rotaliina del orden Rotaliida.

## Clasificación
Acostina incluye a la siguiente especie:
- Acostina piramidale